# علي يا ويكا (مسلسل)
علي يا ويكا مسلسل مصري أنتاج 2006 أخراج محمد النجار وتأليف مصطفى محرم.

## القصة
تدور أحداث المسلسل حول علي (مصطفى قمر) وهو شاب يحاول أن يثبت ذاته بكفاحه وعمله مهما واجه من صعاب، يقع علي في حب فتاتين هما (سمكة) و(مديحة)، إحداهما غنية والأخرى فقيرة، يحتار البطل في أمرهما واختيار حب واحد منهما فقط، تشتد عليه الحيرة نظرًا لتمتع كل واحدة منهما بشخصية متميزة عن الأخرى.

## فريق العمل

### بطولة
| - مصطفى قمر: علي - داليا البحيري:سمكة - حسن حسنى:ريس جمعة والد سمكة - محمد لطفى:حسن - زينة:بطة - ميرنا وليد:مديحة - نشوى مصطفى:لبنى - ياسر فرج:زيكو - إيناس مكي: سوزي | - سعيد طرابيك: إبراهيم - أحمد خليل:صفوت - خيرية أحمد:زينب أم على - هالة فاخر: أوسة - جمال إسماعيل: يونس - محمد مرزبان: عمرو - محمود عبد الغفار: خلف - سعيد صديق: مراد - عبد الرحيم حسن: محمود | - نبيل عرفة: مسعد - دولت سلامة: حسنية والدة لبنى - رشا زهران: سميرة - طارق أنور - عثمان محمد علي: المعلم عبدون - محمد ريحان: سيد والد علي - أحمد جمال سعيد: رامي - رونزا هلال |

الأطفال
قمر ياسر: طفلة
نادين داود: طفلة
تمثيل: ألفت عمر: شادية - روان الفؤاد - مصطفى رجب - فتحي سعد - عصام نعمان - نادية العراقية: والدة شادية - إيمان سلامة: شوقية - مستورة: فهيمة - سمير ربيع: خضير - أشرف سامي - تامر رجائي - نرمين فرنسيس - جينا - سيد مصطفى - أشرف صالح - محمود الشربيني - محمد سعيد عبودة - محمد أمان - عادل عمار: دكتور - محمد حمزة - عبد السلام عبد العزيز - هاني الهن - محمد منصور - محيي الدين عبد الحميد - سيد غنيم - وليد أبو الدهب - محمد فوزي - خالد سعد - صابر عبد الله - عاطف سعيد - بدوي فهمي - رضا الجمل: ممثل

### الاغاني
- بحبك من زمان: عمرو الجارم (كلمات)- محمد النادي (ألحان) - عدنان الشامي (التوزيع الموسيقي)
- مش كتير عليك: صبري رياض (كلمات) - حسن دنيا (ألحان) - محمد مصطفى (التوزيع الموسيقي)
- أول مرة يا بحر: رضا زايد - محمد النادي - إيهاب محبوب - محمود الحفناوي
- تفرق كتير: جسام الدين - محمد النادي - حسن الشافعي
- نفسي ألقى لك حل: محمد موسى - عمرو كمال - محمد مصطفى
- الفرح:رضا زايد - مصطفى قمر - إيهاب محبوب
- تفرق كتير: جسام الدين - محمد النادي - حسن الشافعي